# Aïn Dorij
Aïn Derrij (عين دريج) est une ville du Maroc. Elle est située dans la région de Tanger-Tétouan-Al Hoceïma.

### Sources
- (en) Ain Dorij sur le site de Falling Rain Genomics, Inc.